# Pavel Ilyashenko
Pavel Aleksandrovič Ilyashenko (in russo Павел Александрович Ильяшенко?; Ufa, 23 giugno 1991) è un pentatleta kazako.

## Biografia
Ha rappresentato il Kazakistan ai Giochi olimpici estivi di Londra 2012 e di Rio de Janeiro 2016, classificandosi rispettivamente al 29º ed al 35º posto nella gara maschile.